# رقيق القادس
عبد القادس أو رقيق القادس كان عبدًا يجدف في قادس إما مجرم مُدان محكوم عليه بالعمل في المجذاف أو نوعًا من استغلال البشر كأن يكون أسير حربٍ مكلف بواجب التجديف.